# 자크 브렐
자크 로맹 조르주 브렐(프랑스어: Jacques Romain Georges Brel, 1929년 4월 8일 ~ 1978년 10월 9일)은 벨기에 태생의 프랑스의 가수, 작사가, 작곡가, 배우, 영화 감독, 영화 각본가이다.

## 생애
6세 때였던 1935년에 프랑스 시민권을 취득하였다. 1950년 가수로 첫 데뷔하였고 1967년 프랑스 영화 《Les risque du metier》의 주연으로 배우로 데뷔하였다. 그 후 1972년 프랑스, 벨기에 합작 영화 《Franz》에 주연, 이 영화로 영화감독 및 시나리오 작가 데뷔하였다.
한때 그는 프랑스 파리에서 미국 여성 재즈 싱어송라이터 겸 피아노 연주자 니나 시몬· 영국 남성 재즈 트럼펫 연주자 겸 색소폰 연주자 로니 스콧 등과 재즈 음악 교류를 한 전력이 있고 미국 뉴욕주 뉴욕 시티에서는 미국 여성 가수 겸 영화배우 줄리 런던 등과 재즈 음악 교류를 한 전력이 있다.
그는 프랑스 일 드 프랑스 지방 센 생 드니 주 보비니에서 암으로 와병하다가 1978년 10월 9일 끝내 사망하였다.